# Lâu đài Okoř

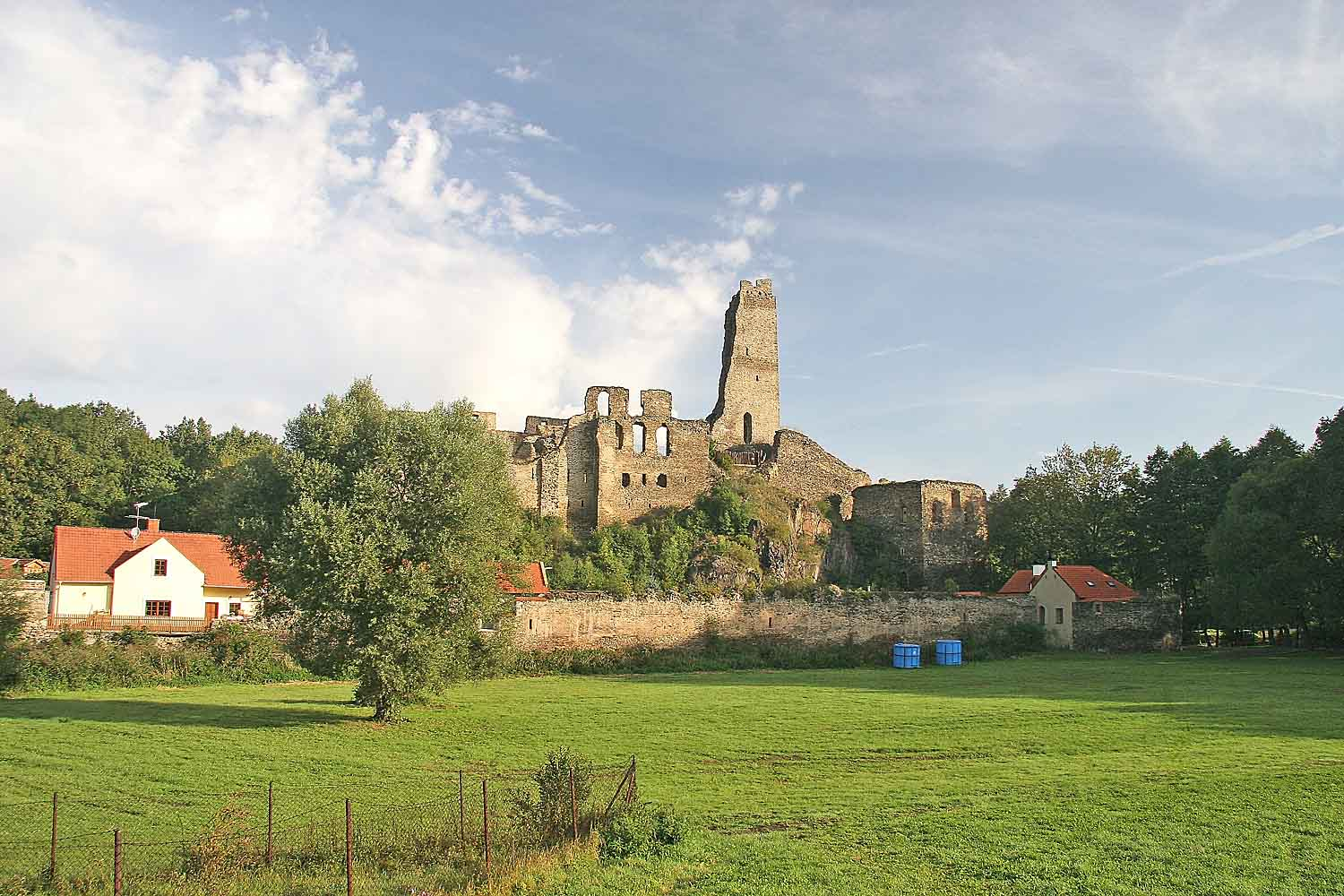
Tàn tích lâu đài Okoř ở huyện Praha-západ

Okoř là một tàn tích lâu đài nằm trên một gò đá thấp ở làng Okoř, thuộc miền Trung Bohemia, Cộng hòa Séc.
Tiền thân của lâu đài Okoř là một pháo đài được xây dựng vào năm 1228 tại một xóm nhỏ trong làng Okoř. Năm 1359, một người đàn ông giàu có ở Phố cổ Praha đã cho sửa sang lại pháo đài này thành một lâu đài theo kiến trúc Gothic. Sau đó, lâu đài được tu sửa lại toàn bộ theo phong cách Hậu Gothic bởi các Lãnh chúa Donin. Năm 1518, khi lâu đài về tay Bořitas của Martinice, lâu đài lại được đổi sang phong cách Phục Hưng.
Trong trận chiến Ba Mươi Năm, lâu đài Okoř cũng không tránh khỏi số phận như những lâu đài khác và cũng bị hư hại nặng nề. Sau chiến tranh, lâu đài được tôn tạo lại theo kiến trúc Baroque. Khoảng nửa cuối thế kỷ 15, lâu đài được cơi nới mở rộng thêm diện tích vào thế kỷ 17, lâu đài thuộc sở hữu của Giáo hội Dòng Tên. Do Hội thánh này không còn tiếp tục hoạt động ở xứ Bohemia nên lâu đài Okoř cũng theo đó mà bị bỏ hoang vào cuối thế kỷ 18 và dần dần trở thành một tàn tích.